# Myersiohyla aromatica
Myersiohyla aromatica là một loài ếch trong họ Nhái bén. Chúng là loài đặc hữu của Venezuela.
Các môi trường sống tự nhiên của chúng là các khu rừng vùng núi ẩm nhiệt đới hoặc cận nhiệt đới và sông.